# 시고역
시고역(일본어: 四郷駅, しごうえき)은 일본 아이치현 도요타시에 있는 아이치 환상 철도선의 역이다. 역 번호는 14이다.

## 역 구조
섬식 승강장 1면 2선의 고가역이지만, 2면 4선분의 용지가 확보되어 있다. 그 용지의 일부를 사용하는 형식으로 보선용 측선이 1개가 깔려 있으며, 도요타 방면으로는 열차용 차고도 설치되어 있다. 역무원 시간 배치역에서 창구나 자동 매표기는 승강장 밑의 통로에 마련되어 있다. 대부분의 열차가 이 역에서 교행을 한다.

## 역 주변
역 인근은 논밭이 다수를 차지하며 그 중에 주택이 점재. 좀 떨어진 곳에 자동차 딜러나 편의점 등이 입지하는 상태가 오랫동안 계속되고 있었다. 그러나 역 인근에 토요타시 키타 소방서가 개설되고, 시가 인근 농지를 전환하는 공업 단지(하나모토 공단)와 상업지 및 택지 조성을 개시함으로써 향후의 발전이 예상되는 지역이 되고 있다.
- 도요타 시 키타 소방서
- 도요다 기타 우체국
- 아이치 현립 사나게 농림 고등학교
- 사이토 병원
- 국도 제419호선
- 아이치 현도 58호 나고야토요타 선
- 하나모토 공단
- 사나게 커뮤니티 센터

## 역사
- 1988년 1월 31일: 영업 개시

## 사진

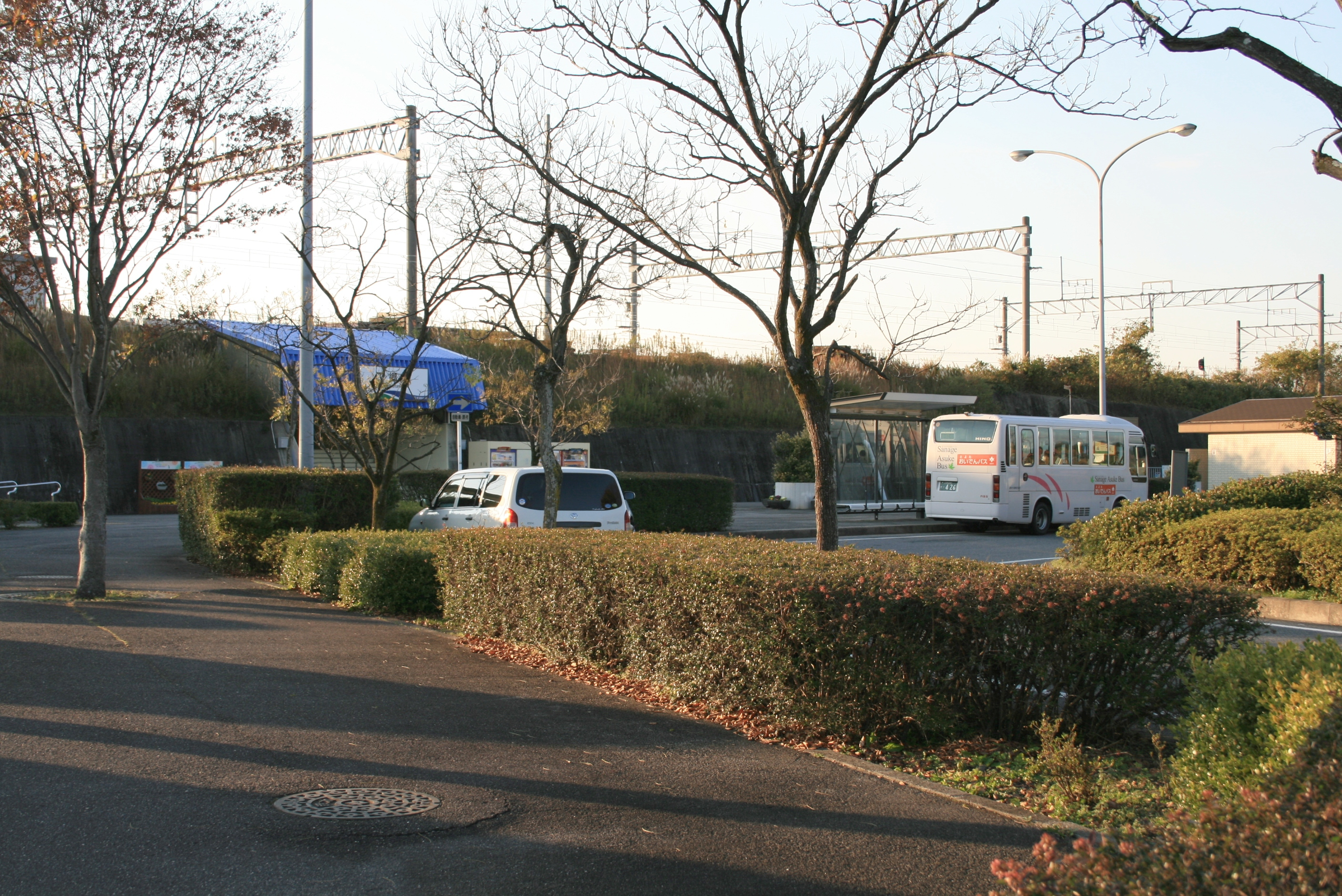
역전 로터리

## 인접역
| 아이치 환상 철도 ■ 아이치 환상 철도선 | 아이치 환상 철도 ■ 아이치 환상 철도선 | 아이치 환상 철도 ■ 아이치 환상 철도선 |
| ------------------------------------- | ------------------------------------- | ------------------------------------- |
| 13 아이칸우메쓰보 오카자키 방면       |                                       | 가이즈 15 고조지 방면                 |